# Битка код Ангостуре
Битка код Ангостуре или Битка код Буена Виста вођена је 22-23. фебруара 1847. године у долини Ангостури између војске САД и Мексика. Битка је део Америчко-мексичког рата и завршена је победом САД.

## Битка
Ангостура је долина између села Буена Виста и Енкантаде, 11 км јужно од Салтиља, Мексико. Мексички генерал Санта Ана, када је сазнао да је његов противник, амерички генерал Закари Тејлор послао део својих трупа на Веракруз, напао је 22. фебруара са 13.000 људи јак Тејлоров положај који је бранило 5.000 војника. Напад главних снага био је добро планиран. Америчке трупе су у неколико махова дошле у тешку ситуацију. Пошто ни команда која је била упућена у обухватно дејство није имала успеха, Санта Ана био је приморан да се 24. фебруара повуче.

## Губици
Битка код Ангостуре један је од најјачих окршаја мексичке и америчке војске у рату. Американци су изгубили 746 војника, а Мексиканци су имали око 2.000 погинулих и рањених.